# Xóc đĩa
Xóc đĩa, hay xóc dĩa, là một trò chơi đánh bạc ở Việt Nam. Trò chơi có nguồn gốc từ miền Bắc Việt Nam.

## Lịch sử
Trò chơi được Henri Oger giới thiệu trong quyển Kỹ thuật của người An Nam (1909). Năm 1960, Maurice Durand trình làng quyển Tranh dân gian Việt Nam (Imagerie populaire Vietnamienne), ở trang 48 cũng có hình vẽ mô tả cảnh chơi xóc đĩa.

## Luật chơi
Bộ xóc đĩa gồm có 1 cái đĩa, 1 cái bát, 4 quân vị. Quân vị là đồng xu hình tròn hoặc bìa cứng, lá bài tây được cắt tròn với kích cỡ bằng nhau, 2 mặt thường có 2 màu khác nhau. 
Các đồng xu được đặt trên đĩa và đậy kín bằng bát. Nhà cái xóc đĩa rồi đặt xuống bàn, sau đó người chơi sẽ đặt cược vào số đồng xu ngửa, số đồng xu sấp trong đĩa.

## Ảnh hưởng
Dù bị chính quyền Việt Nam coi là một hình thức đánh bạc trái phép, nhưng các nhóm đánh xóc đĩa vẫn được phát hiện ở nhiều tỉnh thành. Ngoài ra còn có những trang web xóc đĩa online.
Để giành chiến thắng, một số đối tượng đã sử dụng các thiết bị "bịp" như máy chụp X-quang nhìn xuyên đĩa, bát "không tang" gắn camera tàng hình, tẩm nam châm vào quân vị, kính áp tròng nhìn xuyên bát,...